# 蒋村镇 (定襄县)
蒋村镇，原为蒋村乡，是中华人民共和国山西省忻州市定襄县下辖的一个乡镇级行政单位。2021年5月，撤乡设镇。

## 行政区划
蒋村镇下辖以下地区：
蒋村、砂村、草泉村、后高蒋村、前高蒋村、上东留村、下东留村、麻河沟村、大沙沟村、东力村、史家岗村、军家贝村、簸箕仉村、宽沟村、王家庄村、十八顷村、土岭口村、土岭村、兴家村、大坡村和张家庄村。